# Руставелі (станція метро)
41°42′13″ пн. ш. 44°47′24″ сх. д. / 41.70361° пн. ш. 44.79000° сх. д.
Руставелі (Площа Руставелі; груз. რუსთაველი) — станція Ахметелі-Варкетільської лінії Тбіліського метрополітену, розташовується між станціями Марджанішвілі і Тавісуплебіс моедані. 
Станція відкрита 11 січня 1966 у складі першої ділянки метро Дідубе - «Руставелі».
Колонна трисклепінна (глибина закладення — 60 м). Колони і колійні стіни оздоблено у коричневі кольори. Похилий хід тристрічковий починається з північного торця станції, з протилежного боку середнього залу — сходи у всю ширину прямуючі в нікуди: до глухої стіни з панно.  
Вестибюль розташовано на проспекті імені Шота Руставелі.

## Ресурси Інтернету
- Тбіліський метрополітен [Архівовано 19 травня 2014 у Wayback Machine.](англ.)
- Тбіліський метрополітен(груз.)